# Pataki ingola
A pataki ingola (Lampetra planeri) az ingolák (Cephalaspidomorphi) osztályának ingolaalakúak (Petromyzoniformes) rendjébe, ezen belül az ingolafélék (Petromyzontidae) családjába tartozó faj.

## Előfordulása
A pataki ingola elterjedési területe az Északi- és Balti-tenger környékének patakjai és kisebb folyói Írországtól és Angliától Dél-Franciaországig; előfordul Olaszország déli felén, Dalmáciában és Albániában is. Észak-Olaszországban a Lampetra planeri zanandreai alfaj helyettesíti.

## Megjelenése
Felső állkapcsi lemeze széles, mindkét oldalon egy-egy erős foggal. Az alsó állkapcsi lemezen 5-9 (többnyire 7) egyenlő nagyságú, lekerekített fog van. A szájkorongon csak felső, illetve a peremen elhelyezkedő ajakfogak vannak, kívül oldalt és alul hiányoznak. A belső ajakfogak gyengén fejlettek, két- vagy háromcsúcsúak. Az elülső nyelvlemezen középen beszögellés van, elülső peremén több fogacska ül, közülük a középső nagyobb és szélesebb a többinél. Az ívásra érett példányoknál a két hátúszó érintkezik egymással. Színezete felül a sötét kékestől a sötétzöldig változik, oldalai sárgásfehérek, a hasoldal fehér. Testhossza általában 10-16 centiméter, de elérheti a 21 centiméteres hosszúságot is.

## Életmódja
A pataki ingola a kisebb vizek állandó lakója, nem élősködő. Lárvái 3-5 évig az iszapban és a homokban élnek, ahol algákkal és korhadéklakó apró állatokkal táplálkoznak. Az utolsó őszön megkezdődik a már 10-15 centiméteres állatok átalakulása; szemük és foguk fejlődik, belül elsorvad.

## Szaporodása
Tavaszra válnak ivaréretté. Március és június között ívnak, ikráikat a sekély részeken, homok- és sóderpadokra rakják le.